# Oysho
Oysho és una cadena de botigues de roba que està englobada en el grup Inditex. Aquesta cadena que va ser fundada l'any 2001 dedicada majoritàriament al públic jove i informal a preus assequibles. Entre els seus productes hi ha llenceria i roba interior femenina (encara que abasta també pijames, complements, vestits de bany a la temporada estival). També compta entre els seus col·leccions amb roba per a nena i nadó.
Com la resta de cadenes del grup Inditex, Oysho té presència el 2016 amb 636 botigues a Espanya i un ampli nombre de països d'arreu del món com Portugal, Grècia, Itàlia, Mèxic, Veneçuela, Aràbia Saudita i Kuwait entre altres països.